# عزلة الشرقي (ذمار)

تعديل مصدري - تعديل

عزلة الشرقي هي إحدى عزل مديرية وصاب العالي في محافظة ذمار اليمنية ويبلغ تعداد سكانها 3173 نسمة حسب التعداد السكاني في اليمن لعام 2004.  تشتهر عزله الشرقي لمديرية وصاب  بالزراعه  وتربيه المواش كما تتسم عزله الشرقي  بمناضرها الخلابه  
تتكون  عزله الشرقي من عده قري  ومنها المغارب 
وسحلوله والمالح والحسه والمانم والحمر   وجبل قشط وديشوقب  وامباركه  والصوحر والوحز والقراعف !
كما تتسم  هذه العزله بالتعليم بين ابنائها  وعديد من المدارس ! 
يسكن عزله الشرقي مديرية وصاب عدة قبايل ومنها  آل النواب 
آل الهتاري 
آل العمري 
بني ناصر 
وبني طاهر 
وغيرها من الاسر! 
كما يعتمد ابنائها بالزراعه والتعليم والتجاره وغيرها من المجالات::::::